# Condado de Vukovar-Sirmia
El condado de Vukovar-Srijem (en croata: Vukovarsko-srijemska županija) es un condado de Croacia. Según el censo de 2021, tiene una población de 143 113 habitantes.
Su capital es Vukovar. Otras ciudades de importancia son Vinkovci, Županja, Ilok y Otok.
Tiene una superficie de 2448 km².

## División administrativa
El condado de Vukovar-Sirmia incluye las siguientes ciudades y municipios:
- Ciudad de Vukovar (capital del condado)
- Ciudad de Vinkovci
- Ciudad de Županja
- Ciudad de Ilok
- Ciudad de Otok
- Municipio de Andrijaševci
- Municipio de Babina Greda
- Municipio de Bogdanovci
- Municipio de Borovo
- Municipio de Bošnjaci
- Municipio de Cerna
- Municipio de Drenovci
- Municipio de Gradište
- Municipio de Gunja
- Municipio de Ivankovo
- Municipio de Jarmina
- Municipio de Lovas
- Municipio de Markušica
- Municipio de Negoslavci
- Municipio de Nijemci
- Municipio de Nuštar
- Municipio de Privlaka
- Municipio de Stari Jankovci
- Municipio de Stari Mikanovci
- Municipio de Tompojevci
- Municipio de Tordinci
- Municipio de Tovarnik
- Municipio de Trpinja
- Municipio de Vođinci
- Municipio de Vrbanja